# Tale of Tales (película de 2015)
 Tale of Tales es una película de fantasía oscura dirigida por Matteo Garrone y protagonizada por Salma Hayek, Vincent Cassel, Toby Jones y John C Reilly. Se basa en historias de la colección de cuento de hadas del siglo XVII The Tale of Tales, compilados por Giambattista Basile. La película fue una producción dirigida por Italia con coproductores en Francia y Reino Unido. Es la primera película de Garrone en idioma inglés. Fue seleccionada para competir por la Palma de Oro en el Festival de Cannes 2015.

## Argumento
La película mezcla elementos tanto reales como surreales, basados en los relatos de cuentos de hadas de la historia The Tale of Tales o Pentamerone (en italiano), compilados por el escritor napolitano Giambattista Basile. Las tres historias narradas en el filme son Lei Regina (La Reina), La Pulce (La Pulga), y La Vecchia Scorticata (La anciana desollada), los cuales han sido adaptados siguiendo el estilo barroco de Basile, así como también libremente.

### La Reina
La primera historia comienza en el reino de Darkwood o Longtrellis (en italiano: Selvascura), donde el Rey (John C. Reilly) y la Reina (Salma Hayek) lo han intentado todo para tener un hijo, pero sin éxito. El Rey ama a su reina, pero lo único que ella desea es un niño. Una noche, un nigromante arriba al castillo y les ofrece una alternativa arriesgada: la reina deberá comer el corazón de un dragón acuático cocinado por una virgen y solo de esa forma quedará embarazada al instante. Sin embargo, les advierte que esto será a costa de una vida para dar comienzo a otra. A la reina no le importa el precio y asegura que está dispuesta a morir por un hijo, por lo que el rey viaja hasta la cueva del dragón acuático para matarlo. Esto resulta en la muerte de ambos, puesto que el dragón le hiere de gravedad; de esa forma se pagó el precio requerido. La reina entonces come el corazón del dragón y el mismo día da a luz un hijo, Elias (Christian Lees). Al mismo tiempo, la virgen que cocinó el corazón para la reina también da a luz a un niño, Jonah (Jonah Lees). Ambos niños son idénticos y sus destinos parecen estar entrelazados.
A medida que el tiempo trascurre, los afectos de Elias no son para la reina, sino para Jonah, de quien es inseparable. La reina, sin embargo, insiste en que ambos muchachos deben estar separados y la desobedencia presentada por éstos la lleva a intentar asesinar a Jonah. Al día siguiente, Jonah decide irse del reino, dejando a su madre y Elias atrás. Elias trata de persuadirlo para que se quede con él, pero Jonah le dice que no puede hacerlo. Jonah entonces clava un cuchillo en la raíz de un árbol, de la cual brota una fuente de agua, y le dice a Elias que de esa forma estarán comunicados, puesto que mientras el agua siga siendo clara, sabrá que él está bien. Un día, cuando Elias visita el árbol, ve sangre emanar del agua e inmediatamente va en busca de Jonah, pensando que este estaba en peligro. Cuando Elias arriba al pueblo donde Jonah se ha establecido, todos allí lo confunden con éste. Elias afirma haber perdido la memoria y descubre que Jonah se encuentra desaparecido en el bosque desde hace cinco días, por lo que rápidamente parte en su búsqueda.
Mientras tanto, en Longtrellis, la reina busca desesperadamente a Elias, a quien no logran encontrar pese a los esfuerzos. La noche siguiente, el mismo nigromante visita a la reina y le dice que la desaparición de Elias es su culpa por tratar de separar lo que es inseparable. Sin embargo, el nigromante le dice a la reina que Elias puede ser devuelto por un precio "violento". Sin conocer los términos, la reina acepta la oferta del nigromante. Elias termina encontrando a Jonah herido en una cueva y asesina a un monstruo similar a un murciélago que intentaba matarlo. Elias regresa a Jonah con su familia y se ve obligado a dejarlo de nuevo. Más tarde, se revela que la desgraciada criatura a la cual mató era en realidad la reina.

### La Pulga
En el reino de Highhills (en italiano: Altomonte) el Rey (Toby Jones) vive con su hija Violet (Bebe Cave). Violet ama a su padre y al cantar una canción que compuso para él, el rey descubre una pulga entre sus ropas. Distraído por la diminuta criatura, el rey apenas escucha la actuación de su hija y la captura para luego esconderla en su habitación, la cual eventualmente se convierte en su amada mascota y la alimenta con sangre o carne. La pulga va creciendo hasta convertirse en una gigantesca criatura, pero cuando muere, el rey, dolido, decide quitarle la piel y ofrecer a su hija en matrimonio a quien sea capaz de adivinar la procedencia de la misma. El único quien resolvió el enigma fue un ogro (Guillaume Delaunay), quien se lleva a Violet a su cueva en la cima de una montaña, para gran sufrimiento de la princesa. Luego es salvada por un equilibrista circense que ata una cuerda desde una montaña hasta la montaña en dónde se encontraba la cueva del ogro. Este se da cuenta y trata de cruzar por la cuerda pero la familia del equilibrista la corta y el ogro cae al precipicio. Pero cuando Violet pasa en carro por un camino junto a la familia circense, aparece el ogro y mata a todos, pero la princesa consigue decapitarlo y le lleva la cabeza al padre y éste le pide perdón. Al final, Violet es coronada reina y entre los invitados se encuentran Elias y Dora con el rey, pero Dora descubre que su piel vuelve a envejecer y por eso escapa.

### La anciana desollada
El libertino rey de Strongcliff (Vicent Cassel) escucha desde su ventana a una joven cantar maravillosamente. Cuando la alaba a gritos, esta se esconde y no le da tiempo a verle la cara. La "joven" en realidad es una anciana llamada Dora que vive con su hermana, Irma. El rey envía un regalo a la casa creyendo que una joven vive allí, puesto que no ha visto el verdadero aspecto de Dora. La anciana le sigue la corriente y tras unos intercambios de palabras a través de la puerta ella, haciéndose pasar por una mujer joven, le hace prometer que irá a su lecho sólo si todo el aposento estará sin ninguna luz. El rey acepta y la anciana acude por la noche. Se acuestan, sin embargo la curiosidad puede con el rey, quien al ver con una vela que la joven es una anciana manda que la tiren por la ventana. La mujer queda atrapada entre los árboles y es rescatada por una bruja que le da de mamar de su pecho. Cuando Dora despierta, su cuerpo ha rejuvenecido hasta ser el de una joven hermosa. El rey, quien está cazando ese mismo día, se encuentra con Dora y queda perdidamente enamorado de su belleza y se casa con ella. Dora invita a su hermana, todavía ajena a todo lo ocurrido, a la boda. Esta no puede creer lo que ven sus ojos e insiste a Dora para que le diga qué ha ocurrido. Esta no tiene respuesta y temiendo que el Rey la descubra le dice que fue desollada y así cambió de piel, antes de que el Rey la eche del castillo. Irma, totalmente convencida, encuentra a un aldeano para que le arranque la piel a cambio de algunas joyas y así lo hace. Luego vuelve a la ciudad y todos se horrorizan al verle ensangrentada y desollada.

## Reparto
- Salma Hayek como Reina de Longtrellis.
- Vincent Cassel como Rey de Strongcliff.
- John C. Reilly como Rey de Longtrellis.
- Toby Jones como Rey de Highhills.
- Shirley Henderson como Imma.
- Hayley Carmichael como Dora.
- Bebe Cave como Violet, princesa de Highhills.
- Christian Lees como Elias, príncipe de Longtrellis.
- Jonah Lees como Jonah.
- Alba Rohrwacher como artista de circo.
- Stacy Martin como Dora (joven).
- Guillaume Delaunay como Ogro.
- Kathryn Hunter como Bruja.
- Jessie Cave como Fenizia.

## Producción

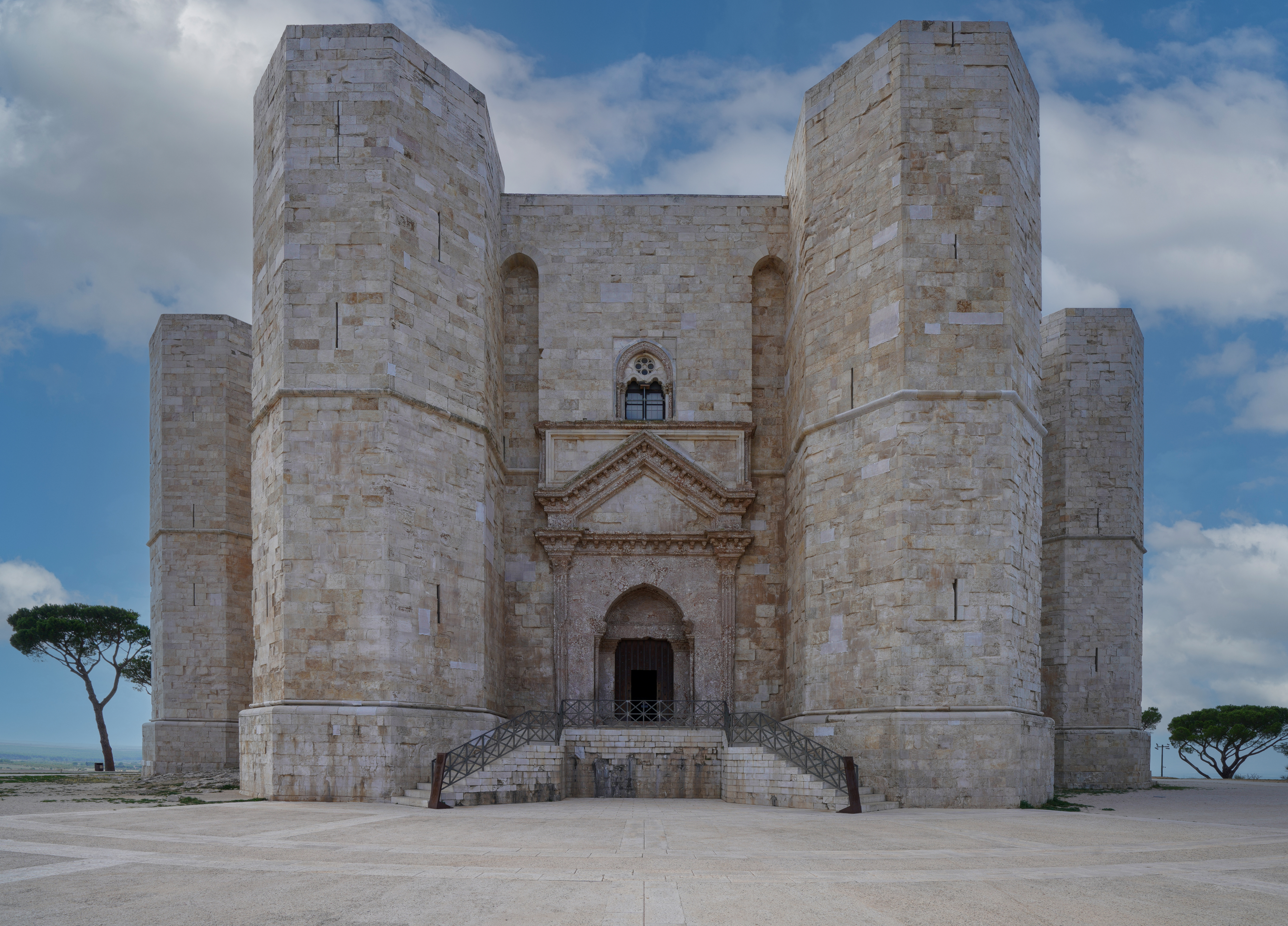
El Castel del Monte en Apulia, una de las locaciones de la película.

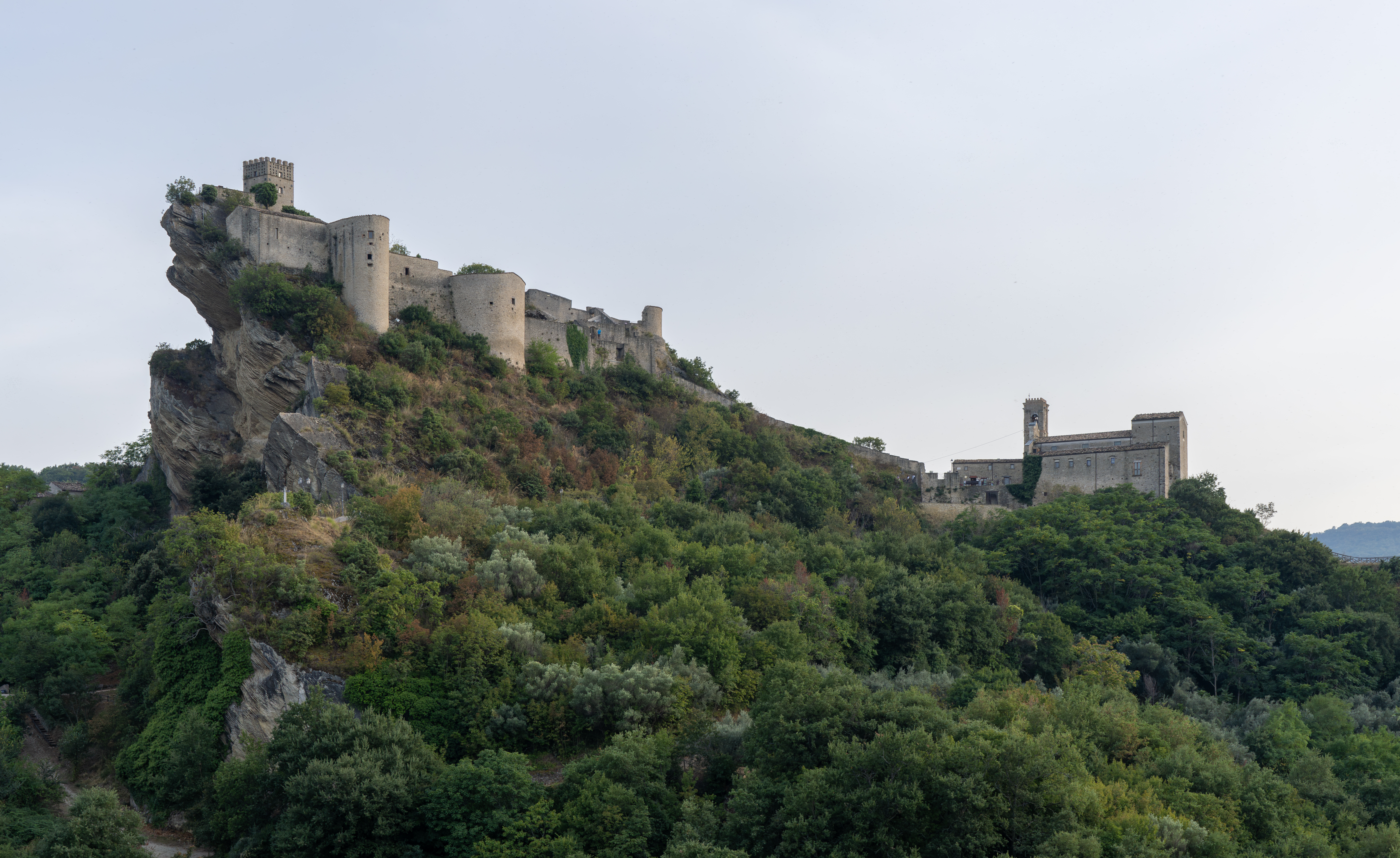
El Castillo de Roccascalegna en Abruzzo

Según Matteo Garrone, se sintió atraído por las historias de Giambattista Basile por su mezcla de lo real y lo irreal, y porque se encontró con que los temas de muchos de ellos eran muy relevantes. Garrone previamente había sido más conocido por emplear un estilo naturalista en sus películas como Gomorra, pero argumentó que todas sus películas anteriores también tienen un aspecto de cuento de hadas en su narrativa. The Tale of Tales tiene un presupuesto correspondiente a 14 500 000 de dólares. Fue producida a través de la productora de Garrone, Archimede Film, con la coproducción de Le Pact por Francia y Recorded Picture Company por el Reino Unido. También recibió financiamiento de Rai Cinema y el apoyo adicional de MiBACT y Eurimages.

### Filmación
El rodaje comenzó el 15 de mayo de 2014 y duró cuatro meses. La película fue filmada en su totalidad en varias partes de Italia, incluyendo Nápoles (en el Palacio Real de Nápoles y Palacio de Capodimonte), Apulia (Castel del Monte), Gioia del Colle, Laterza, Statte, Mottola y Sicilia; pero el equipo hizo un esfuerzo para encontrar lugares que hicieran recordar al espectador de los conjuntos del estudio. También se filmaron escenas en el río Alcantara, Abruzzo, Toscana, y las ciudades de Sorano, Sovana y Lazio.

## Recepción
La película recibió en su mayoría críticas favorables. Posee un porcentaje total de 81 % en el sitio web Rotten Tomatoes, basado en 73 críticas y con un rating aproximado de 6.87 sobre 10. Metacritic la calificó con un porcentaje de 72 % sobre 100, basado en 23 críticas.

## Premios y nominaciones
| Premio                                         | Categoría                               | Nominados                                                         | Resultado | Ref(s)        |
| ---------------------------------------------- | --------------------------------------- | ----------------------------------------------------------------- | --------- | ------------- |
| Festival de Cannes                             | Palma de Oro                            | Matteo Garrone                                                    | Nominado  | [ 15 ]        |
| Italian National Syndicate of Film Journalists | Mejor director                          | Matteo Garrone                                                    | Nominado  | [ 16 ]        |
| Italian National Syndicate of Film Journalists | Mejor guion                             | Matteo Garrone, Edoardo Albinati, Ugo Chiti, Massimo Gaudioso     | Nominados | [ 16 ]        |
| Italian National Syndicate of Film Journalists | Mejor vestuario                         | Massimo Cantini Parrini                                           | Ganador   | [ 16 ]        |
| Italian National Syndicate of Film Journalists | Mejor diseño de producción              | Dimitri Capuani                                                   | Ganador   | [ 16 ]        |
| Italian National Syndicate of Film Journalists | Mejor edición                           | Marco Spoletini                                                   | Nominado  | [ 16 ]        |
| Italian National Syndicate of Film Journalists | Mejor sonido                            | Maricetta Lombardo                                                | Ganadora  | [ 16 ]        |
| Premio David de Donatello                      | Mejor película                          | Matteo Garrone                                                    | Nominado  | [ 17 ] [ 18 ] |
| Premio David de Donatello                      | Mejor director                          | Matteo Garrone                                                    | Ganador   | [ 17 ] [ 18 ] |
| Premio David de Donatello                      | Mejor guion                             | Edoardo Albinati, Ugo Chiti, Matteo Garrone & Massimo Gaudioso    | Nominados | [ 17 ] [ 18 ] |
| Premio David de Donatello                      | Mejor fotografía                        | Peter Suschitzky                                                  | Ganador   | [ 17 ] [ 18 ] |
| Premio David de Donatello                      | Mejor música                            | Alexandre Desplat                                                 | Nominado  | [ 17 ] [ 18 ] |
| Premio David de Donatello                      | Mejores efectos visuales                | Makinarium                                                        | Ganador   | [ 17 ] [ 18 ] |
| Premio David de Donatello                      | Mejor sonido                            | Maricetta Lombardo                                                | Nominada  | [ 17 ] [ 18 ] |
| Premio David de Donatello                      | Mejor vestuario                         | Massimo Cantini Parrini                                           | Ganador   | [ 17 ] [ 18 ] |
| Premio David de Donatello                      | Mejor maquillaje                        | Gino Tamagnini, Valter Casotto, Luigi D'andrea, Leonardo Cruciano | Ganadores | [ 17 ] [ 18 ] |
| Premio David de Donatello                      | Mejor diseño de producción/escenografía | Anfuso                                                            | Ganador   | [ 17 ] [ 18 ] |
| Premio David de Donatello                      | Mejor peluquería                        | Francesco Pegoretti                                               | Ganador   | [ 17 ] [ 18 ] |
| Premio David de Donatello                      | Mejor producción                        | Archimede & Rai Cinema                                            | Nominados | [ 17 ] [ 18 ] |
| Festival de Sevilla                            | Giraldillo de Oro                       | Matteo Garrone                                                    | Nominado  | [ 19 ]        |